# 黃宜 (香港)
黃宜（1981年—），香港民主派人士，柴灣起動成員，前香港東區區議會杏花邨選區議員，是註冊護士及眼科專科護士，曾任2019年度杏花邨業主委員會(住宅)委員。

## 從政

### 2019年區議會選舉
2019年區議會選舉，居住杏花邨多年的居民黃宜及爭取連任的該區區議員工聯會的何毅淦爭奪杏花邨議席。黃宜本身是2019/2020年度新一届杏花邨業主委員會的委員之一。據悉，黃在臨選舉報名前突然宣佈參選2019區議會選舉，原因是眼見當區地區人士在防風措施方面沒有實事求是。例如，就防波堤維修問題，時任區議員工聯會何毅淦指公契稱防波堤屬私人持有，即維修費由業主承擔，但黃宜翻查批地條款顯示地段由地署批予港鐵，港鐵或需負擔維修開支，她質疑何能否真正維護居民權益。參選時她又坦言，邨內有單位屬紀律部隊宿舍，以獨立身份參選的她重申支持就香港警察於逃犯條例爭議期間針法問題，設獨立調查委員會、推行雙普選及追究警察濫暴等，結果惹來不少警察攻擊。
包括黃宜在內，位於柴灣、小西灣及杏花邨（簡稱「柴小杏」）的民主派候選人組織選舉聯盟柴灣起動，共同參選2019年區議會選舉，互相拉抬選情。
由2019年10月12日開始至選舉完結期間，黃宜暫向業委會請假，其職務由其他委員分擔。
最終柴灣起動12名候選人全數勝出，黃宜以5349票比4114票成功擊敗何毅淦，阻止何毅淦兩度連任，亦為何毅淦八年的區議員生涯畫上句號。。
根據香港01於2019年10月17日的報道，「競逐連任杏花邨區議員的工聯會何毅淦，未有申報政治聯繫。何表示，這可能因為報名時漏報資料所致，他並無退黨，他會向當局補交資料。記者今日（17日）再翻查資料，看見他已申報政治聯繫。」。
選舉管理委員會的2019年區議會選舉官方網站亦顯示，參選人何毅淦的資料「因應獲提名人士的要求，這項資料已被更改。」。

### 辭任區議會及業委會工作
2021年3月31日，黃宜宣布因健康問題辭去區議員一職。

## 區議會問政

### 政府突取消監警會會議

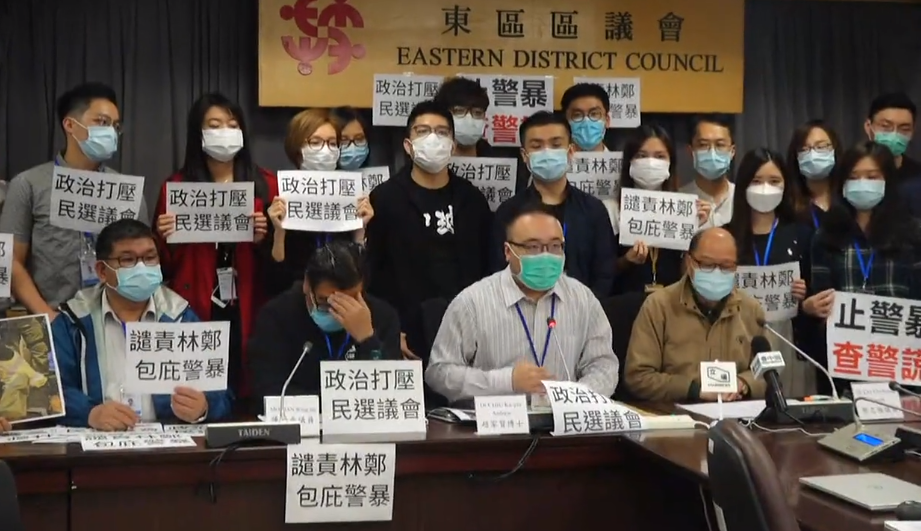
2020年3月10日，東區民主派議員譴責警務處不尊重民選議會 拒派員出席檢警會會議

2020年3月10日，東區區議會原定舉行「檢視警方執法及行動特別委員會」第三次會議，討論多項與反送中運動相關議案，包括要求警方交代8月5日晚上北角衝突中的警力問題、在11月在柴灣發射多次催淚彈的原因、於太古城和西灣河的執法行動等事件。不過民政處在會議當日早上突然向委員會成員發出電郵，稱會議的職權範圍「可能涉及全港性執法事宜」和「收到高層命令」而宣布取消會議。警務處也拒絕派員出席。區議會26名民主派議員批評警權凌駕區議會職能，政府高層打壓區議會。

### 親中派居民滋擾
於2020年7月，杏花邨業委會經投票一致決定後，暫停於屋苑內派發《頭條日報》和中聯辦控制的《大公報》，但安排引發爭議，身兼業委成員的黃宜擺街站時曾被多名反對取消派報居民圍攻以粗言辱罵，更撕破了她的易拉架，及出手扯脫義工口罩。業委主席鄧慧敏亦強調，取消派報的決定，是因為收到居民投訴已久，例如因派報引起的噪音問題，並非倉卒決定。